# Peščenik (Słowenia)
Peščenik – wieś w Słowenii, w gminie Ivančna Gorica. W 2018 roku liczyła 86 mieszkańców.